# 八重山毎日新聞
八重山毎日新聞（やえやままいにちしんぶん）は、八重山列島を主な発行対象とする地方紙（地域紙）である。沖縄県石垣市に本社を置く株式会社八重山毎日新聞が発行している。

## 概要
朝刊紙。インターネットへの展開に積極的に取り組み、初期の段階から、RSSの配信や記事へのコメント、トラックバック、Google Mapsへの位置情報の落としこみ、記事のスクラップなどが可能とされていたほか、はてなブックマークの登録ボタンが設置されている。2008年3月14日にはOpenIDにも対応。
株式会社八重山毎日新聞は、「視野は世界 視点は郷土」を社是とする。全国郷土紙連合加盟社。毎日新聞社との資本関係はない。新聞発行のほか、八重山古典民謡コンクールや八重山毎日駅伝競走大会等の地域のイベントも多数催している。

## 沿革
- 1950年（昭和25年）3月15日 - 村山秀雄、大濱信光らにより南琉日日新聞として創刊[1][6][8][9][10][11]。
- 1952年（昭和27年）1月15日 - 八重山毎日新聞に改題[8][9][12]。
- 1980年（昭和55年）6月1日 - オフセット印刷を開始[13]。
- 1985年（昭和60年）11月3日 - 八重山毎日新聞社が「八重山毎日文化賞」を創設[13]。
- 1990年（平成2年）3月1日 - 紙面を6ページに拡大[7]。
- 1997年（平成9年）
  - 4月5日 - 八重山毎日新聞社の新社屋落成式を挙行[7]。
  - 6月1日 - 紙面をカラー化[9][7]。
- 2019年（平成31年）4月1日 - 電子版の発行を開始[14]。
- 2025年（令和7年）7月1日 - 同日以降、毎週日曜日を休業日とし、それに伴い翌月曜日が新聞休刊日となる（選挙や地元のイベントの開催状況によっては、休刊日を振り替え対応する）[15]。

## 支社・支局
- 那覇支局
沖縄県那覇市松尾1-19-12 ロイヤルマンション県庁前101[16]
- 東京・大阪に常駐通信員が所在。八重山列島出身者の沖縄県外での活動などを取材している[1]。